# Campeonato de la WAFF 2019
El Campeonato de la WAFF 2019 fue la novena edición del Campeonato de la WAFF, torneo de fútbol a nivel de selecciones nacionales organizado por la Federación de Fútbol del Oeste de Asia (WAFF). Se llevó a cabo en la ciudad de Basora, Irak, y contó con la participación de 9 seleccionados nacionales masculinos.
En un principio, estaba previsto que se celebrara del 8 al 17 de diciembre de 2017 en Amán, Jordania, pero se pospuso para más adelante y posteriormente se trasladó a Irak, para ser disputado a partir del 21 de mayo de 2018. Luego se postergó para el mes de noviembre del mismo año, pero fue nuevamente cancelado y se pospuso para julio-agosto de 2019.
La selección de Baréin se consagró campeona del certamen por primera vez en su historia, tras superar en la final a su par de
Irak.

## Sede
Los encuentros se disputaron en dos estadios diferentes, ubicados en las ciudades de Kerbala y Erbil, en Irak.
| Karbala                                             | Karbala Erbil | Erbil                 |
| --------------------------------------------------- | ------------- | --------------------- |
| Karbala Sports City (Karbala International Stadium) | Karbala Erbil | Franso Hariri Stadium |
| Capacidad: 30,000                                   | Karbala Erbil | Capacidad: 25,000     |
|                                                     | Karbala Erbil |                       |

## Formato
Las 9 selecciones participantes fueron divididas en 2 grupos, uno de 5 equipos y el otro de 4. Dentro de cada grupo, las selecciones se enfrentaron bajo el sistema de todos contra todos, a una sola rueda. Los puntos se computaron a razón de 3 —tres— por partido ganado, 1 —uno— en caso de empate y 0 —cero— por cada derrota.
Las selecciones ubicadas en la primera posición en la tabla de posiciones final de cada grupo disputaron la final, cuyo vencedor se consagró campeón.

## Equipos participantes
| Equipos participantes | Equipos participantes | Equipos participantes |
| --------------------- | --------------------- | --------------------- |
| Arabia Saudita        | Jordania              | Palestina             |
| Baréin                | Kuwait                | Siria                 |
| Irak                  | Líbano                | Yemen                 |

## Fase de grupos

### Grupo A
| Pos. | Equipo    | Pts. | PJ | G | E | P | GF | GC | Dif. | Clasificación |
| ---- | --------- | ---- | -- | - | - | - | -- | -- | ---- | ------------- |
| 1    | Irak (H)  | 10   | 4  | 3 | 1 | 0 | 5  | 2  | +3   | Final         |
| 2    | Palestina | 7    | 4  | 2 | 1 | 1 | 6  | 5  | +1   |               |
| 3    | Yemen     | 4    | 4  | 1 | 1 | 2 | 4  | 5  | −1   |               |
| 4    | Líbano    | 4    | 4  | 1 | 1 | 2 | 3  | 4  | −1   |               |
| 5    | Siria     | 2    | 4  | 0 | 2 | 2 | 5  | 7  | −2   |               |

 Fuente: Goalzz
| 30 de julio de 2019  | Irak    | 1:0 (0:0) | Líbano | Estadio Internacional, Karbala                               |                                                              |
| 19:30 AST (UTC+3:00) | Ali 58' | Reporte   |        | Asistencia: 25 125 espectadores Árbitro(s): Ali Al-Samaheeji | Asistencia: 25 125 espectadores Árbitro(s): Ali Al-Samaheeji |

| 30 de julio de 2019  | Yemen | 0:1 (0:1) | Palestina | Estadio Internacional, Karbala                               |                                                              |
| 22:30 AST (UTC+3:00) |       | Reporte   | Hamed 26' | Asistencia: 200 espectadores Árbitro(s): Mahmood Al-Majarafi | Asistencia: 200 espectadores Árbitro(s): Mahmood Al-Majarafi |

| 2 de agosto de 2019  | Palestina        | 1:2 (1:1) | Irak                              | Estadio Internacional, Karbala |                              |
| 19:30 AST (UTC+3:00) | Batran 3' (pen.) | Reporte   | Abdul-Raheem 22' · Ali 83' (pen.) | Árbitro(s): Turki Al Khudair   | Árbitro(s): Turki Al Khudair |

| 2 de agosto de 2019  | Líbano                 | 2:1 (0:0) | Siria        | Estadio Internacional, Karbala                           |                                                          |
| 22:30 AST (UTC+3:00) | Matar 81' · Moni 90+1' | Reporte   | Al Douni 48' | Asistencia: 500 espectadores Árbitro(s): Mohammad Arafah | Asistencia: 500 espectadores Árbitro(s): Mohammad Arafah |

| 5 de agosto de 2019  | Siria         | 1:1 (0:1) | Yemen        | Estadio Internacional, Karbala                               |                                                              |
| 19:30 AST (UTC+3:00) | Al-Khatib 61' | Reporte   | Qarawi 45+2' | Asistencia: 155 espectadores Árbitro(s): Mahmood Al-Majarafi | Asistencia: 155 espectadores Árbitro(s): Mahmood Al-Majarafi |

| 5 de agosto de 2019  | Líbano | 0:0     | Palestina | Estadio Internacional, Karbala                         |                                                        |
| 22:30 AST (UTC+3:00) |        | Reporte |           | Asistencia: 500 espectadores Árbitro(s): Saad Khalefah | Asistencia: 500 espectadores Árbitro(s): Saad Khalefah |

| 8 de agosto de 2019  | Yemen                                | 2:1 (2:1) | Líbano    | Estadio Internacional, Karbala                               |                                                              |
| 19:30 AST (UTC+3:00) | Mansoor 43' · Al-Matari 45+1' (pen.) | Reporte   | Kdouh 26' | Asistencia: 10 000 espectadores Árbitro(s): Ali Al-Samaheeji | Asistencia: 10 000 espectadores Árbitro(s): Ali Al-Samaheeji |

| 8 de agosto de 2019  | Siria | 0:0     | Irak | Estadio Internacional, Karbala |                             |
| 22:30 AST (UTC+3:00) |       | Reporte |      | Árbitro(s): Mohammad Arafah    | Árbitro(s): Mohammad Arafah |

| 11 de agosto de 2019 | Palestina                                          | 4:3 (1:1) | Siria                                             | Estadio Internacional, Karbala |                           |
| 19:30 AST (UTC+3:00) | Batran 45+3' · Dabbagh 60' (pen.), 61' · Yamin 89' | Reporte   | Mobayed 3' · Al-Khatib 66' (pen.) · Mardikian 73' | Árbitro(s): Saad Khalefah      | Árbitro(s): Saad Khalefah |

| 11 de agosto de 2019 | Irak                        | 2:1 (2:0) | Yemen         | Estadio Internacional, Karbala |                              |
| 22:30 AST (UTC+3:00) | Bayesh 26' · Ali 31' (pen.) | Reporte   | Al-Matari 90' | Árbitro(s): Ali Al-Samaheeji   | Árbitro(s): Ali Al-Samaheeji |

### Grupo B
| Pos. | Equipo         | Pts. | PJ | G | E | P | GF | GC | Dif. | Clasificación |
| ---- | -------------- | ---- | -- | - | - | - | -- | -- | ---- | ------------- |
| 1    | Baréin         | 7    | 3  | 2 | 1 | 0 | 2  | 0  | +2   | Final         |
| 2    | Jordania       | 4    | 3  | 1 | 1 | 1 | 4  | 2  | +2   |               |
| 3    | Kuwait         | 4    | 3  | 1 | 1 | 1 | 3  | 3  | 0    |               |
| 4    | Arabia Saudita | 1    | 3  | 0 | 1 | 2 | 1  | 5  | −4   |               |

 Fuente: Goalzz
| 4 de agosto de 2019  | Jordania | 0:1 (0:0) | Baréin          | Estadio Franso Hariri, Erbil                                 |                                                              |
| 19:30 AST (UTC+3:00) |          | Reporte   | Abdul-Latif 69' | Asistencia: 3 500 espectadores Árbitro(s): Haitham Al-Walidi | Asistencia: 3 500 espectadores Árbitro(s): Haitham Al-Walidi |

| 4 de agosto de 2019  | Arabia Saudita | 1:2 (1:1) | Kuwait                          | Estadio Franso Hariri, Erbil                                 |                                                              |
| 22:30 AST (UTC+3:00) | Sufyani 13'    | Reporte   | Al-Musawi 25' (pen.) · Ajab 67' | Asistencia: 5 500 espectadores Árbitro(s): Mohammed Al-Noori | Asistencia: 5 500 espectadores Árbitro(s): Mohammed Al-Noori |

| 7 de agosto de 2019  | Baréin | 0:0     | Arabia Saudita | Estadio Franso Hariri, Erbil |                          |
| 19:30 AST (UTC+3:00) |        | Reporte |                | Árbitro(s): Wissam Rabie     | Árbitro(s): Wissam Rabie |

| 7 de agosto de 2019  | Kuwait          | 1:1 (1:0) | Jordania        | Estadio Franso Hariri, Erbil                            |                                                         |
| 22:30 AST (UTC+3:00) | Zayid 3' (pen.) | Reporte   | Al-Ajalin 90+4' | Asistencia: 2 500 espectadores Árbitro(s): Mohamad Issa | Asistencia: 2 500 espectadores Árbitro(s): Mohamad Issa |

| 10 de agosto de 2019 | Jordania                                          | 3:0 (0:0) | Arabia Saudita | Estadio Franso Hariri, Erbil |                             |
| 19:30 AST (UTC+3:00) | Murjan 59' · Al-Rawashdeh 90+3' · Shelbaieh 90+9' | Reporte   |                | Árbitro(s): Sameh Al-Qassas  | Árbitro(s): Sameh Al-Qassas |

| 10 de agosto de 2019 | Kuwait | 0:1 (0:0) | Baréin          | Estadio Franso Hariri, Erbil |                            |
| 22:30 AST (UTC+3:00) |        | Reporte   | Abdul-Latif 80' | Árbitro(s): Wathik Al-Baag   | Árbitro(s): Wathik Al-Baag |

## Final
| 14 de agosto de 2019 | Irak | 0:1 (0:1) | Baréin    | Estadio Internacional, Karbala                               |                                                              |
| 20:30 AST (UTC+3:00) |      | Reporte   | Moosa 39' | Asistencia: 34 500 espectadores Árbitro(s): Turki Al Khudair | Asistencia: 34 500 espectadores Árbitro(s): Turki Al Khudair |

## Campeón
|                                    |
| Bandera de Baréin                  |
| Campeón invicto Baréin 1.er título |

## Estadísticas

### Tabla general
| Pos. | Equipo         | Pts | PJ | PG | PE | PP | GF | GC | Dif. | Rend.  |
| ---- | -------------- | --- | -- | -- | -- | -- | -- | -- | ---- | ------ |
| 1    | Baréin         | 10  | 4  | 3  | 1  | 0  | 3  | 0  | 3    | 83,33% |
| 2    | Irak           | 10  | 5  | 3  | 1  | 1  | 5  | 3  | 2    | 66,66% |
| 3    | Palestina      | 7   | 4  | 2  | 1  | 1  | 6  | 5  | 1    | 58,33% |
| 4    | Jordania       | 4   | 3  | 1  | 1  | 1  | 4  | 2  | 2    | 44,44% |
| 5    | Kuwait         | 4   | 3  | 1  | 1  | 1  | 3  | 3  | 0    | 44,44% |
| 6    | Yemen          | 4   | 4  | 1  | 1  | 2  | 4  | 5  | −1   | 33,33% |
| 7    | Líbano         | 4   | 4  | 1  | 1  | 2  | 3  | 4  | −1   | 33,33% |
| 8    | Siria          | 2   | 4  | 0  | 2  | 2  | 5  | 7  | −2   | 16,66% |
| 9    | Arabia Saudita | 1   | 3  | 0  | 1  | 2  | 1  | 5  | –4   | 11,11% |

### Goleadores
3 goles
- Hussein Ali

2 goles
- Ismail Abdullatif
- Islam Batran
- Oday Dabbagh
- Firas Al-Khatib
- Abdulwasea Al-Matari

1 gol
- Isa Moosa
- Mohannad Abdul-Raheem
- Ibrahim Bayesh
- Salem Al-Ajalin
- Saeed Murjan
- Yousef Al-Rawashdeh
- Feras Shelbaieh
- Faisal Ajab
- Hussain Al-Musawi
- Faisal Zayid
- Mohamad Kdouh
- Nader Matar
- Hassan "Moni" Chaito
- Yaser Hamed
- Mohammed Yameen
- Rabee Sufyani
- Ahmad Al Douni
- Mardik Mardikian
- Khaled Mobayed
- Emad Mansoor
- Mohsen Qarawi